# 阿默塔勒赫厄山

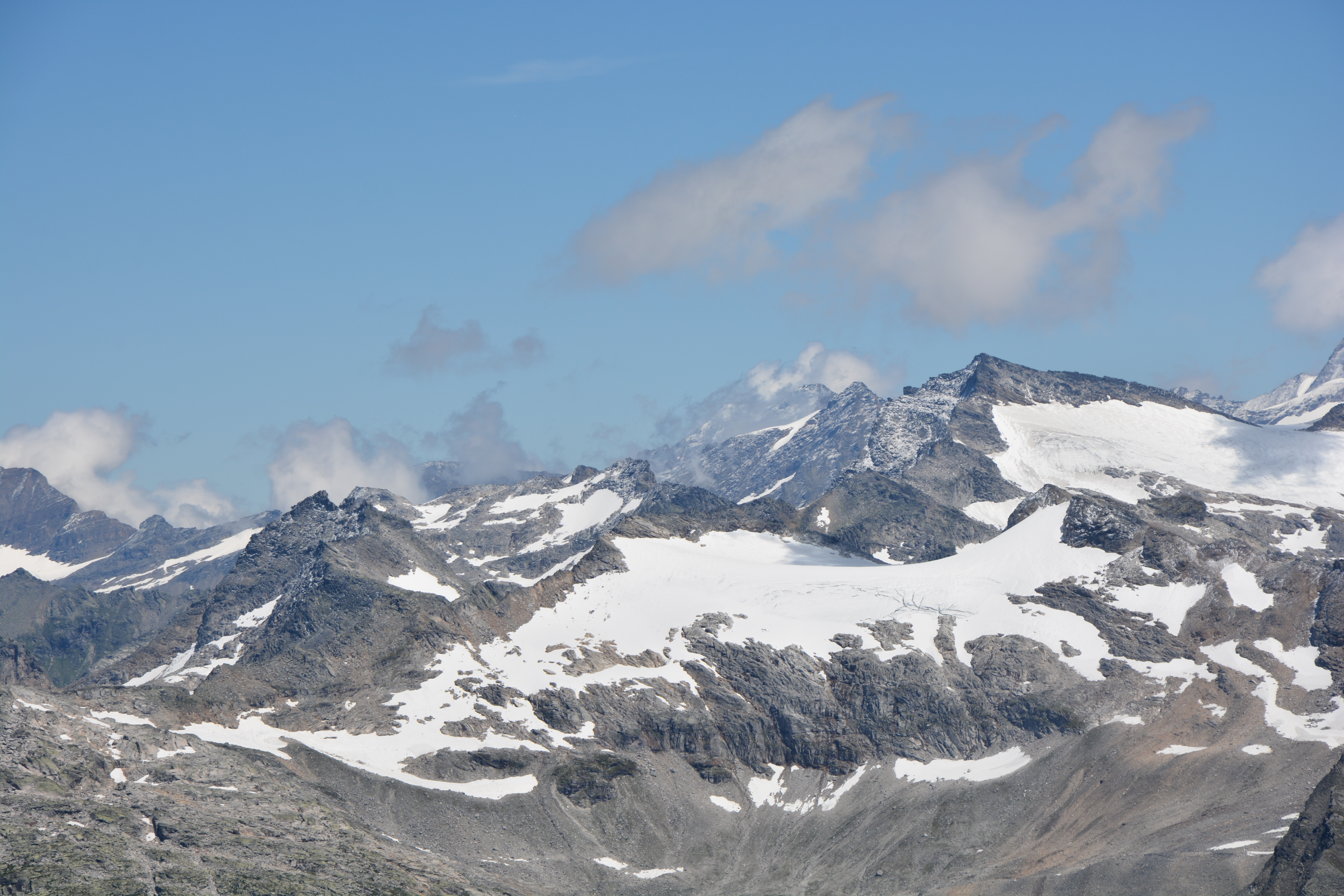

47°07′39″N 12°33′12″E / 47.1275°N 12.553333°E
阿默塔勒赫厄山（德語：Amertaler Höhe），是奧地利的山峰，位於該國西部，由蒂羅爾州負責管轄，屬於格拉納特山脈的一部分，距離錫靈山0.5公里，海拔高度2,841米，每年平均降雨量2,073毫米，人類在1908年7月10日首次登頂。